# United States General Services Administration Building
L'United States General Services Administration Building est un immeuble de bureaux de Washington, aux États-Unis. Construit en 1917 pour abriter des services du Département de l'Intérieur des États-Unis, il accueille le siège de l'Administration des services généraux. Il est inscrit au Registre national des lieux historiques depuis le 23 novembre 1986.